# Ephraïm de Ratisbonne
Ephraïm de Ratisbonne (hébreu : אפרים בן יצחק מרגנסבורג Efrayim ben Itz'hak miRegensbûrg), généralement dénommé Rabbenou Efrayim — d'où la confusion avec Ephraïm de Kalâat Hammad (he) dans les écrits de Haïm Joseph David Azoulay — et parfois Ben Yakir en référence à Jr 31,19, est un tossafiste et poète liturgique juif allemand du XIIe siècle (Ratisbonne, c. 1110-1175). 